# Nati il 13 maggio
| Questa pagina contiene informazioni ricavate automaticamente dalle voci biografiche con l'ausilio del template Bio e di un bot. L'aggiornamento è periodico e automatico e ricostruisce completamente la pagina. Se manca una persona in questa lista, sei pregato di non aggiungerla, ma accertati piuttosto che la sua voce biografica contenga il template Bio e che i dati anagrafici siano correttamente compilati. Se il template Bio manca, inseriscilo tu stesso o, in alternativa, metti l'avviso {{tmp\|Bio}} che ne segnala la mancanza. Se i dati riportati sono sbagliati, correggi direttamente la voce biografica; le modifiche saranno visibili in questa lista entro pochi giorni. Per chiarimenti vedi il progetto biografie. La lista contiene solo le 1.151 persone che sono citate nell'enciclopedia e per le quali è stato implementato correttamente il template Bio. Pagina aggiornata al 17 ago 2025. |

## IX secolo(1)
- 895 - Ce Acatl Topiltzin, azteco († 947)

## XI secolo(1)
- 1024 - Ugo di Cluny, abate e santo francese († 1109)

## XII secolo(1)
- 1179 - Tebaldo III di Champagne, conte († 1201)

## XIII secolo(1)
- 1254 - Maria di Brabante, regina († 1321)

## XIV secolo(1)
- 1333 - Rinaldo III di Gheldria, duca († 1371)

## XV secolo(2)
- 1453 - Maria Stuart, principessa scozzese († 1488)
- 1497 - Guigues Guiffrey, militare francese († 1545)

## XVI secolo(8)
- 1522 - Pierdonato Cesi, cardinale italiano († 1586)
- 1540 - Pietro Giacomo Borbone, arcivescovo cattolico italiano († 1575)
- 1567 - Pier Antonio Bernabei, pittore italiano († 1630)
- 1567 - Don Giovanni de' Medici, architetto e condottiero italiano († 1621)
- 1573 - Jagat Gosain, principessa indiana († 1619)
- 1588 - Ole Worm, medico, biologo e filologo danese († 1654)
- 1592 - Johann Cloppenburg, teologo olandese († 1652)
- 1597 - Cornelis Schut I, pittore, disegnatore e incisore fiammingo († 1655)

## XVII secolo(13)
- 1612 - Giulio Spinola, cardinale e arcivescovo cattolico italiano († 1691)
- 1621 - Bartolomeo Menatti, vescovo cattolico italiano († 1702)
- 1632 - Nicolas Pitau, incisore fiammingo († 1671)
- 1637 - Diacinto Cestoni, naturalista italiano († 1718)
- 1637 - Eremya Çelebi Kömürciyan, poeta, tipografo e storico armeno († 1695)
- 1638 - Richard Simon, teologo e biblista francese († 1712)
- 1641 - Simone Durello, incisore italiano († 1719)
- 1653 - Giuseppe Maria Mazza, scultore e pittore italiano († 1741)
- 1654 - Thomas Lennard, I conte di Sussex, nobile e politico inglese († 1715)
- 1655 - Papa Innocenzo XIII, papa, arcivescovo cattolico e cardinale italiano († 1724)
- 1670 - Giovanni Baratta, scultore e architetto italiano († 1747)
- 1694 - Giuseppe Longhi, francescano italiano († 1756)
- 1699 - Sebastião José de Carvalho e Melo, nobile e politico portoghese († 1782)

## XVIII secolo(45)
- 1708 - Maximilian Friedrich von Königsegg-Rothenfels, arcivescovo cattolico tedesco († 1784)
- 1708 - John Spencer, politico britannico († 1746)
- 1712 - Johann Hartwig Ernst von Bernstorff, politico tedesco († 1772)
- 1713 - Luigi Francesco di Monteynard, generale e politico francese († 1791)
- 1714 - Vittorio Amedeo Ghilini, nobile e politico italiano († 1766)
- 1715 - František Sehling, tenore e musicista ceco († 1774)
- 1717 - Maria Teresa d'Austria, nobile austriaca († 1780)
- 1726 - Johann Georg Roederer, medico e anatomista tedesco († 1763)
- 1730 - Charles Watson-Wentworth, II marchese di Rockingham, politico britannico († 1782)
- 1734 - Luca Nicola De Luca, vescovo cattolico italiano († 1826)
- 1738 - Ernst Gottfried Baldinger, entomologo e botanico tedesco († 1804)
- 1740 - Valerio Da Pos, poeta italiano († 1822)
- 1742 - Maria Cristina d'Asburgo-Lorena, duchessa († 1798)
- 1744 - Abraham Lincoln, militare statunitense († 1786)
- 1750 - Federico Guglielmo di Hannover, principe inglese († 1765)
- 1750 - Sophia Lee, drammaturga, educatrice e scrittrice inglese († 1824)
- 1750 - Lorenzo Mascheroni, matematico e letterato italiano († 1800)
- 1751 - Alberto Alemagna, politico italiano († 1828)
- 1753 - Lazare Carnot, generale, matematico e fisico francese († 1823)
- 1754 - Jean Joseph Ange d'Hautpoul, generale francese († 1807)
- 1756 - Wojciech Żywny, pianista e insegnante polacco († 1842)
- 1759 - Elizabeth Hervey, nobildonna inglese († 1824)
- 1763 - John White Abbott, pittore inglese († 1851)
- 1763 - Guillaume Marie-Anne Brune, generale francese († 1815)
- 1764 - Alain Joseph Dordelin, ammiraglio francese († 1836)
- 1765 - Vieira Portuense, pittore portoghese († 1805)
- 1767 - Giovanni VI del Portogallo, re portoghese († 1826)
- 1773 - Giulio Genoino, poeta e librettista italiano († 1856)
- 1773 - Leopoldina Naudet, religiosa italiana († 1834)
- 1773 - Girolamo Ortis, italiano († 1796)
- 1773 - Giovanni Zantedeschi, botanico italiano († 1846)
- 1774 - Pierre-Narcisse Guérin, pittore francese († 1833)
- 1782 - Ferdinand de Bertier de Sauvigny, politico e nobile francese († 1864)
- 1783 - Ferdinánd Zichy, politico ungherese († 1862)
- 1785 - Friedrich Christoph Dahlmann, storico tedesco († 1860)
- 1785 - Hans Karl von Diebitsch, militare tedesco († 1831)
- 1786 - William Farren, attore teatrale inglese († 1861)
- 1788 - Francis Russell, VII duca di Bedford, politico britannico († 1861)
- 1792 - Papa Pio IX, papa, arcivescovo cattolico e cardinale italiano († 1878)
- 1793 - Giuseppe Boldù, politico italiano († 1837)
- 1794 - Louis Léopold Robert, pittore svizzero († 1835)
- 1795 - Carlotta Bonaparte, nobildonna francese († 1865)
- 1795 - Pavel Jozef Šafárik, scrittore, etnografo e slavista slovacco († 1861)
- 1797 - Antonio Apparuti, artigiano italiano († 1844)
- 1799 - Vincenzo Barnaba Zambelli, politico italiano († 1862)

## XIX secolo(164)
- 1801 - Filiberto Mollard, generale italiano († 1873)
- 1804 - Aleksej Stepanovič Chomjakov, poeta, filosofo e teologo russo († 1860)
- 1804 - Daniele Manin, patriota e politico italiano († 1857)
- 1805 - Henriette Sontag, soprano e attrice teatrale tedesca († 1854)
- 1808 - Cataldo Nitti, avvocato e politico italiano († 1898)
- 1809 - Giuseppe Giusti, poeta e scrittore italiano († 1850)
- 1809 - Jean-Baptiste Philémon de Cuvillon, violinista e compositore francese († 1900)
- 1811 - Juan Bautista Ceballos, politico messicano († 1859)
- 1813 - François Pierre Barry, pittore francese († 1905)
- 1813 - Timoleone di Cossé-Brissac, politico francese († 1888)
- 1814 - Aleksander Lesser, pittore, illustratore e critico d'arte polacco († 1884)
- 1816 - Leopold Gondrecourt, generale francese († 1888)
- 1817 - Giuseppe Mirabelli, giurista e politico italiano († 1901)
- 1818 - Giovanni Battista Giorgini, giurista e politico italiano († 1908)
- 1819 - Giovanni De Donà, presbitero, patriota e letterato italiano († 1890)
- 1820 - Luigi Pellegrino, politico e giurista italiano († 1883)
- 1822 - Francesco d'Assisi di Borbone-Spagna, nobile spagnolo († 1902)
- 1822 - Gaetano Magliano, militare italiano († 1877)
- 1823 - Achille Apolloni, cardinale italiano († 1893)
- 1823 - John Wolley, ornitologo britannico († 1859)
- 1824 - Abramo Massalongo, naturalista e erpetologo italiano († 1860)
- 1825 - John Lawrence LeConte, entomologo statunitense († 1883)
- 1826 - Hermann Schlagintweit, esploratore tedesco († 1882)
- 1827 - Aniello Criscuolo, poeta e militare italiano († 1849)
- 1827 - Josef Plachutta, compositore di scacchi austriaco († 1883)
- 1829 - Segundo Ruiz Belvis, politico portoricano († 1867)
- 1830 - Frederic Moore, entomologo britannico († 1907)
- 1830 - Édouard Sain, pittore francese († 1910)
- 1832 - Michele Basile, patriota e scrittore italiano († 1907)
- 1834 - Henri Bouchet-Doumenq, pittore francese († 1908)
- 1835 - Herman Liikanen, patriota finlandese († 1926)
- 1836 - Stefano Bardini, collezionista d'arte italiano († 1922)
- 1836 - Montagu Bertie, VII conte di Abingdon, nobile britannico († 1928)
- 1836 - Christian Bäumler, medico tedesco († 1933)
- 1838 - Dmitrij Petrovič Dochturov, generale russo († 1905)
- 1838 - Raffaello Giovagnoli, scrittore, patriota e politico italiano († 1915)
- 1840 - Alphonse Daudet, scrittore e drammaturgo francese († 1897)
- 1840 - Gustav von Hüfner, chimico tedesco († 1908)
- 1841 - Enrico Tivaroni, magistrato e politico italiano († 1925)
- 1842 - Arthur Sullivan, compositore britannico († 1900)
- 1842 - Giuseppe Terrabugio, musicista, organista e docente italiano († 1933)
- 1843 - Evgenij Ivanovič Alekseev, ammiraglio russo († 1917)
- 1843 - Paul de Smet de Naeyer, politico belga († 1913)
- 1844 - George Spencer-Churchill, VIII duca di Marlborough, nobile e ufficiale britannico († 1892)
- 1848 - Giuseppe Foschiani, vescovo cattolico italiano († 1913)
- 1850 - Modest Il'ič Čajkovskij, drammaturgo e librettista russo († 1916)
- 1850 - Attilio Hortis, patriota, storico e politico italiano († 1926)
- 1850 - Robert Sandilands Frowd Walker, militare, atleta e crickettista inglese († 1917)
- 1851 - Horace Darwin, ingegnere inglese († 1928)
- 1851 - Laza Lazarević, scrittore, psichiatra e neurologo serbo († 1891)
- 1851 - Charles Harrison Townsend, architetto inglese († 1928)
- 1852 - Salvatore Pagliano, magistrato e politico italiano († 1937)
- 1853 - Giulio Alessio, economista e politico italiano († 1940)
- 1854 - Yves Delage, zoologo francese († 1920)
- 1856 - Fernando Tamagnini de Abreu e Silva, generale portoghese († 1924)
- 1856 - Otto Joel, banchiere e dirigente d'azienda prussiano († 1916)
- 1856 - Raffaello Romanelli, scultore italiano († 1928)
- 1857 - Ronald Ross, medico britannico († 1932)
- 1859 - Théodor Axentowicz, pittore polacco († 1938)
- 1859 - August Enna, compositore danese († 1939)
- 1859 - Kate Marsden, infermiera, esploratrice e scrittrice britannica († 1931)
- 1860 - Filippo Abignente jr, scrittore, giornalista e antifascista italiano († 1930)
- 1860 - Camillo Corsi, politico italiano († 1921)
- 1860 - Karl August Tavaststjerna, scrittore e poeta finlandese († 1898)
- 1862 - Camillo Pace, pastore protestante italiano († 1948)
- 1863 - Maximilian von Waldburg-Wolfegg-Waldsee, principe e politico tedesco († 1950)
- 1864 - Philip Breitmeyer, politico statunitense († 1941)
- 1864 - Vesta Tilley, cantante e attrice teatrale britannica († 1952)
- 1865 - Friedrich Karl Johannes Thiele, chimico tedesco († 1918)
- 1866 - Dayton Miller, fisico statunitense († 1941)
- 1866 - Ottokar Nováček, violinista e compositore ungherese († 1900)
- 1867 - Frank Brangwyn, pittore, incisore e illustratore britannico († 1956)
- 1867 - Giovanni Colmo, pittore italiano († 1947)
- 1867 - Thomas Gann, medico irlandese († 1938)
- 1867 - Effie Shannon, attrice statunitense († 1954)
- 1868 - Peter Hansen, pittore danese († 1928)
- 1868 - Niccolò Introna, dirigente d'azienda italiano († 1955)
- 1868 - Sumner Paine, tiratore a segno statunitense († 1904)
- 1868 - Robert Proctor, bibliografo e bibliotecario britannico († 1903)
- 1869 - George Forbes, politico neozelandese († 1947)
- 1869 - Achille Manfredini, ingegnere e architetto italiano († 1920)
- 1870 - Francesco Saverio Azzariti, politico italiano († 1941)
- 1870 - Montague Eliot, VIII conte di St. Germans, nobile inglese († 1960)
- 1870 - Margherita Sofia d'Asburgo-Lorena, nobildonna († 1902)
- 1872 - Alfredo Galletti, critico letterario italiano († 1962)
- 1874 - Robert Radford, basso britannico († 1933)
- 1876 - Alexander Hoyos, politico austriaco († 1937)
- 1876 - Raoul Laparra, compositore francese († 1943)
- 1877 - J. Searle Dawley, regista e sceneggiatore statunitense († 1949)
- 1877 - Luciano Geraci, vescovo cattolico italiano († 1946)
- 1877 - Robert Hamilton, calciatore scozzese († 1948)
- 1878 - Nina Poore, nobildonna scozzese († 1951)
- 1878 - Muriel Robb, tennista britannica († 1907)
- 1878 - Charles Vane-Tempest-Stewart, VII marchese di Londonderry, nobile e politico britannico († 1949)
- 1879 - Emidio Agostinoni, politico, giornalista e fotografo italiano († 1933)
- 1879 - Magdeleine Boucherit Le Faure, pianista e compositrice francese († 1960)
- 1879 - Jan Serada, politico, pedagogista e scrittore bielorusso
- 1880 - Giuseppe Marzano, prefetto e politico italiano
- 1880 - Giuseppe Pennisi di Santa Margherita, avvocato e politico italiano († 1965)
- 1881 - Joe Forshaw, maratoneta statunitense († 1964)
- 1881 - Duke R. Lee, attore statunitense († 1959)
- 1881 - Afonso Henriques de Lima Barreto, scrittore brasiliano († 1922)
- 1882 - Georges Braque, pittore e scultore francese († 1963)
- 1882 - Alice Dreossi, pittrice italiana († 1967)
- 1882 - Betty Harte, attrice e sceneggiatrice statunitense († 1965)
- 1883 - Gustav Huber, calciatore e allenatore di calcio austriaco († 1941)
- 1883 - Georgios Papanicolaou, medico greco († 1962)
- 1884 - Raffaele Cosentino, regista, commediografo e sceneggiatore italiano († 1957)
- 1885 - Michael Gonzi, arcivescovo cattolico maltese († 1984)
- 1886 - Albert Bougouin, nuotatore francese († 1960)
- 1886 - Élie Cohen, direttore d'orchestra, compositore e scrittore francese
- 1886 - Aleksandr Semënovič Sacharov, ballerino e coreografo russo († 1963)
- 1887 - Elena Caragiani-Stoienescu, aviatrice rumena († 1929)
- 1887 - Lorna Hodgkinson, educatrice e psicologa australiana († 1951)
- 1887 - Bernard Schuler, calciatore svizzero
- 1887 - Jorge de Paiva, schermidore portoghese († 1937)
- 1888 - Franz Künstler, politico e sindacalista tedesco († 1942)
- 1888 - Inge Lehmann, sismologa e geofisica danese († 1993)
- 1889 - Teodósio Clemente de Gouveia, cardinale e arcivescovo cattolico portoghese († 1962)
- 1889 - Rosa Menni, pittrice e giornalista italiana († 1975)
- 1889 - Innocente Salvini, pittore italiano († 1979)
- 1889 - Earl Schenck, attore statunitense († 1962)
- 1889 - Gottfrid Svensson, lottatore svedese († 1956)
- 1890 - Clodoveo Bonazzi, sindacalista italiano († 1955)
- 1890 - Louis de Monge, ingegnere belga († 1977)
- 1891 - Frank Beaurepaire, nuotatore australiano († 1956)
- 1891 - Antonio Gandin, generale italiano († 1943)
- 1891 - Angela Hanka, pattinatrice artistica su ghiaccio austriaca († 1963)
- 1891 - Fritz Rasp, attore tedesco († 1976)
- 1891 - Zofia Stryjeńska, pittrice, illustratrice e scenografa polacca († 1976)
- 1892 - Gioacchino Alemagna, pasticciere e imprenditore italiano († 1974)
- 1893 - Lorenzo Amati, politico italiano († 1971)
- 1893 - Irene Chini Coccoli, partigiana e politica italiana († 1977)
- 1893 - Henry Murray, psicologo statunitense († 1988)
- 1893 - Lucien Tesnière, grammatico e slavista francese († 1954)
- 1894 - Ásgeir Ásgeirsson, politico islandese († 1972)
- 1894 - Eino Kettunen, compositore e paroliere finlandese († 1964)
- 1894 - Carl Püchler, generale tedesco († 1949)
- 1894 - Elia Rizzi, calciatore italiano
- 1895 - Guido Cristini, giudice, politico e faccendiere italiano († 1979)
- 1895 - Enrico XLV di Reuss-Gera, nobile
- 1895 - Thomas Highgate, militare britannico († 1914)
- 1895 - Giuseppe Mancinelli, generale italiano († 1976)
- 1895 - Mario Nannini, pittore italiano († 1918)
- 1895 - Larisa Michajlovna Rejsner, scrittrice e rivoluzionaria sovietica († 1926)
- 1895 - Tito A. Spagnol, scrittore, giornalista e regista italiano († 1979)
- 1896 - Annibale Flori, calciatore italiano († 1917)
- 1896 - Ugo Giachery, religioso italiano († 1989)
- 1896 - Charles Pahud de Mortanges, cavaliere olandese († 1971)
- 1896 - Giosea di Waldeck e Pyrmont, generale e principe tedesco († 1967)
- 1897 - Umberto Morra di Lavriano, scrittore e giornalista italiano († 1981)
- 1898 - Guglielmo Barbini, incisore italiano († 1999)
- 1898 - Ernő Erbstein, calciatore e allenatore di calcio ungherese († 1949)
- 1898 - Fridrich Markovič Ėrmler, regista sovietico († 1967)
- 1898 - Hisamuddin di Selangor, sovrano malese († 1960)
- 1898 - Giuseppe Ianigro, attore italiano († 1984)
- 1898 - Justin Tuveri, militare italiano († 2007)
- 1899 - Francesco Chieco, avvocato e politico italiano († 1981)
- 1899 - Gino Menconi, politico e partigiano italiano († 1944)
- 1900 - Giorgio Maurizio di Sassonia-Altenburg, nobile († 1991)
- 1900 - Paul Ivano, fotografo francese († 1984)
- 1900 - Pio Pia, pittore italiano († 1958)
- 1900 - Theodore Tylor, avvocato e scacchista britannico († 1968)
- 1900 - Karl Wolff, militare tedesco († 1984)

## XX secolo(885)
- 1901 - Giovanni Ghio, calciatore italiano († 1987)
- 1901 - Murilo Mendes, scrittore e poeta brasiliano († 1975)
- 1901 - Witold Pilecki, militare polacco († 1948)
- 1901 - Felice Scandone, giornalista, aviatore e dirigente sportivo italiano († 1940)
- 1902 - Letizia Bonini, attrice italiana († 1974)
- 1902 - Mario Costa, calciatore italiano
- 1902 - Georges Friedmann, sociologo francese († 1977)
- 1902 - Stasys Janušauskas, calciatore lituano († 1996)
- 1902 - Geoffrey Mason, bobbista statunitense († 1987)
- 1902 - Roberto Veratti, avvocato e partigiano italiano († 1943)
- 1902 - Pëtr Vladimirovič Vil'jams, pittore, grafico e scenografo russo († 1947)
- 1902 - Erik Wolf, filosofo tedesco († 1977)
- 1903 - Albino Pighi, discobolo e pesista italiano († 1971)
- 1904 - Pepín Bello, scrittore spagnolo († 2008)
- 1904 - Ernest Henry, nuotatore australiano († 1998)
- 1904 - Giovanni Mandrino, calciatore italiano
- 1904 - Uberto Pallastrelli, pittore italiano († 1991)
- 1904 - Chishū Ryū, attore giapponese († 1993)
- 1904 - Edoardo Severgnini, pistard e ciclista su strada italiano († 1969)
- 1905 - Fakhruddin Ali Ahmed, politico indiano († 1977)
- 1905 - Kurt Diebner, fisico tedesco († 1964)
- 1905 - Herbert Kemmer, hockeista su prato tedesco († 1962)
- 1905 - Walter Richter, attore tedesco († 1985)
- 1905 - Recha Sternbuch, attivista svizzera († 1971)
- 1906 - Salvador Amêndola, pallanuotista brasiliano († 1976)
- 1906 - Nils Tycho Norlindh, botanico e genetista svedese († 1995)
- 1906 - Edward Stevenson, costumista statunitense († 1968)
- 1907 - Mario Granbassi, militare e giornalista italiano († 1939)
- 1907 - Hans Kroh, generale tedesco († 1967)
- 1907 - Daphne du Maurier, scrittrice, drammaturga e poetessa inglese († 1989)
- 1907 - Peppino Russo, poeta, paroliere e compositore italiano († 1993)
- 1907 - Marcia Snyder, fumettista statunitense († 1976)
- 1908 - Dominic Tang Yee-ming, arcivescovo cattolico cinese († 1995)
- 1909 - Ken Darby, compositore statunitense († 1992)
- 1909 - Jany Holt, attrice rumena († 2005)
- 1909 - Heinrich Müller, allenatore di calcio e calciatore austriaco († 2000)
- 1909 - Dario Poggi, bobbista italiano († 1977)
- 1909 - Mino Steiner, avvocato italiano († 1945)
- 1909 - Tullio Vinay, pastore protestante, teologo e politico italiano († 1996)
- 1910 - Vladimir Gorochov, allenatore di calcio e calciatore sovietico († 1985)
- 1911 - Georges Albertini, politico francese († 1983)
- 1911 - Ranieri Ghelardi, calciatore italiano
- 1911 - László Régi, calciatore ungherese († 1987)
- 1911 - Maxine Sullivan, cantante statunitense († 1987)
- 1911 - Gavino Tilocca, scultore, ceramista e pittore italiano († 1999)
- 1912 - Dmitrij Bal'termanc, fotoreporter sovietico († 1990)
- 1912 - Helen Craig, attrice statunitense († 1986)
- 1912 - Gil Evans, pianista, arrangiatore e compositore canadese († 1988)
- 1912 - Pim Goff, cestista, giocatore di baseball e allenatore di pallacanestro statunitense († 1980)
- 1912 - Willy Jürissen, calciatore tedesco († 1990)
- 1912 - Felix Kracht, ingegnere tedesco († 2002)
- 1912 - Cesco Vian, ispanista e traduttore italiano († 2013)
- 1913 - Antonio Cazzanelli, calciatore italiano († 1986)
- 1913 - Theo Helfrich, pilota automobilistico tedesco († 1978)
- 1913 - William R. Tolbert Jr., politico liberiano († 1980)
- 1913 - Antonio Leonviola, regista cinematografico e sceneggiatore italiano († 1995)
- 1913 - Angelo Zambarbieri, vescovo cattolico italiano († 1970)
- 1914 - Karl Andritz, calciatore austriaco († 1993)
- 1914 - Iacob Felecan, calciatore rumeno († 1964)
- 1914 - Joe Louis, pugile e golfista statunitense († 1981)
- 1914 - Flavien Ranaivo, poeta e scrittore malgascio († 1999)
- 1914 - Gregor von Rezzori, scrittore, attore e artista austriaco († 1998)
- 1915 - Bruno Boni, canottiere italiano († 2003)
- 1915 - Gerhard Grenzel, militare e aviatore tedesco († 1941)
- 1915 - Renato Zanardo, militare italiano († 1977)
- 1917 - Oddo Biasini, politico e partigiano italiano († 2009)
- 1917 - Barbara Burke, velocista britannica († 1998)
- 1917 - Tudor Greceanu, militare e aviatore rumeno († 1994)
- 1917 - Alberto Mozzati, pianista e docente italiano († 1982)
- 1917 - Teodoro Salah, pallanuotista cileno († 1995)
- 1918 - Mogens Lüchow, schermidore danese († 1989)
- 1918 - Edwin S. Shneidman, psicologo statunitense († 2009)
- 1919 - Ove Nielsen, cestista e pallamanista danese († 1977)
- 1919 - Italo Salvadori, calciatore italiano
- 1920 - Miroslav Bulešić, presbitero croato († 1947)
- 1920 - Giacomo Conti, calciatore italiano
- 1920 - Bruno Corti, politico e sindacalista italiano († 2001)
- 1920 - Luigi Mallé, storico dell'arte italiano († 1979)
- 1921 - Luigi Grande, scrittore e magistrato italiano († 1995)
- 1921 - Sabri Koçi, albanese († 2004)
- 1921 - Alceo Moretti, pubblicitario, giornalista e politico italiano († 2012)
- 1921 - Mario Puricelli, calciatore italiano
- 1922 - Lillian Adams, attrice statunitense († 2011)
- 1922 - Otl Aicher, designer tedesco († 1991)
- 1922 - Bea Arthur, attrice e doppiatrice statunitense († 2009)
- 1922 - Billy Gabor, cestista statunitense († 2019)
- 1922 - Gladys Heldman, dirigente sportiva, editrice e tennista statunitense († 2003)
- 1922 - Don Weis, regista statunitense († 2000)
- 1923 - Red Garland, pianista statunitense († 1984)
- 1923 - Alberto Longarella, lottatore argentino († 2017)
- 1923 - Alex Moroder, attivista italiano († 2006)
- 1923 - John Pearce, tennista australiano († 1992)
- 1923 - Nikita Nikitič Romanov, storico russo († 2007)
- 1923 - Isaak Iosifovič Švarc, musicista e compositore sovietico († 2009)
- 1924 - Enzo Andronico, comico e attore italiano († 2002)
- 1924 - Salvatore Ferrara, politico italiano († 1986)
- 1924 - Concetto Lo Bello, arbitro di calcio e politico italiano († 1991)
- 1924 - Giovanni Sartori, politologo e sociologo italiano († 2017)
- 1924 - Conrad Swan, ufficiale canadese († 2019)
- 1925 - Ratmir Cholmov, scacchista russo († 2006)
- 1925 - Stan Hayhurst, calciatore inglese († 1998)
- 1925 - Oona O'Neill, attrice statunitense († 1991)
- 1925 - Vito Scalia, politico e sindacalista italiano († 2009)
- 1925 - Albino Varotti, francescano, musicista e compositore italiano († 2018)
- 1926 - Ottorino Bossi, calciatore italiano († 1986)
- 1926 - Marisa Bovolato, cestista italiana († 2023)
- 1926 - Ivano Cipriani, giornalista e saggista italiano († 2025)
- 1926 - Roberto Gavioli, regista cinematografico italiano († 2007)
- 1926 - John Michael King, attore teatrale statunitense († 2008)
- 1926 - Adriana Millard, ex velocista e lunghista cilena
- 1926 - Alfred Prucker, fondista, saltatore con gli sci e combinatista nordico italiano († 2015)
- 1927 - Clive Barnes, critico teatrale e biografo britannico († 2008)
- 1927 - Archie Scott Brown, pilota automobilistico britannico († 1958)
- 1927 - Silvano Costi, politico italiano († 1993)
- 1927 - Rudolf Marić, scacchista jugoslavo († 1990)
- 1927 - Guido Montesi, politico italiano († 2020)
- 1927 - Titus Ozon, allenatore di calcio e calciatore rumeno († 1996)
- 1927 - Herbert Ross, regista, coreografo e produttore cinematografico statunitense († 2001)
- 1927 - Bud Schaeffer, cestista e allenatore di pallacanestro statunitense († 2015)
- 1927 - Bice Valori, attrice, comica e conduttrice televisiva italiana († 1980)
- 1928 - Antônio Ariosto de Barros Perlingeiro, calciatore brasiliano († 2010)
- 1928 - Enrique Bolaños, politico nicaraguense († 2021)
- 1928 - John Battiscombe Gunn, fisico statunitense († 2008)
- 1928 - George Hallaq, cestista iracheno († 2019)
- 1928 - Jacqueline Lorient, schermitrice francese († 2000)
- 1928 - Édouard Molinaro, attore, regista e produttore cinematografico francese († 2013)
- 1928 - Sverre Olsen, calciatore norvegese († 2020)
- 1928 - Washington Ortuño, calciatore uruguaiano († 1973)
- 1928 - Eugène Van Roosbroeck, ciclista su strada belga († 2018)
- 1928 - Jim Slaughter, cestista statunitense († 1999)
- 1929 - Nicola Badalucco, sceneggiatore e giornalista italiano († 2015)
- 1929 - Michel Chodkiewicz, filosofo francese († 2020)
- 1929 - Francesco Duzioni, calciatore e allenatore di calcio italiano († 2022)
- 1929 - Giovanni Goria, gastronomo italiano († 2018)
- 1929 - Rigoberto López Pérez, poeta e compositore nicaraguense († 1956)
- 1929 - Fred Martin, calciatore scozzese († 2013)
- 1929 - Renato Targioni, ex calciatore italiano
- 1929 - Creed Taylor, produttore discografico statunitense († 2022)
- 1929 - Newton Thornburg, scrittore statunitense († 2011)
- 1930 - Sammy Baird, calciatore e allenatore di calcio scozzese († 2010)
- 1930 - Rico Bianchi, canottiere svizzero († 2025)
- 1930 - Giuseppe Di Falco, vescovo cattolico italiano
- 1930 - Adelaide Foti, attrice e regista italiana († 2014)
- 1930 - Mike Gravel, politico statunitense († 2021)
- 1930 - José Jiménez Lozano, scrittore e poeta spagnolo († 2020)
- 1930 - Emilio Laguna, attore spagnolo
- 1930 - Manuel Marulanda Vélez, guerrigliero colombiano († 2008)
- 1930 - Vernon Shaw, politico dominicense († 2013)
- 1931 - Jimmy Adam, calciatore scozzese († 2008)
- 1931 - Giulio Brogi, attore italiano († 2019)
- 1931 - Eileen Diss, scenografa britannica († 2024)
- 1931 - Andrija Fuderer, scacchista jugoslavo († 2011)
- 1931 - Marisa Galeazzi Saracinelli, politica italiana († 2014)
- 1931 - Jim Jones, predicatore e criminale statunitense († 1978)
- 1931 - Edoardo Lualdi Gabardi, pilota automobilistico italiano
- 1931 - Gérard Mulliez, imprenditore e dirigente d'azienda francese
- 1931 - Martin Schröder, aviatore e imprenditore olandese († 2024)
- 1932 - Yuri Ahronovich, direttore d'orchestra israeliano († 2002)
- 1932 - Miguel Arcanjo, ex calciatore portoghese
- 1932 - Gianni Boncompagni, conduttore radiofonico, paroliere e autore televisivo italiano († 2017)
- 1932 - Bianca Maria Fusari, attrice italiana
- 1932 - Daniel Hodge, wrestler e lottatore statunitense († 2020)
- 1932 - Aime Kraus, ex cestista sovietica
- 1932 - Renato Luosi, calciatore italiano († 2014)
- 1932 - Emilio Mendogni, pilota motociclistico italiano († 2008)
- 1932 - Gilberto Milani, dirigente sportivo e pilota motociclistico italiano († 2021)
- 1932 - Pedro Morales Torres, allenatore di calcio cileno († 2000)
- 1932 - Ireneusz Paliński, sollevatore polacco († 2006)
- 1932 - Jurij Afanas'evič Šnyrёv, regista sovietico († 2013)
- 1933 - Custode Fioriello, politico italiano
- 1934 - John Stewart Allitt, saggista e musicologo inglese († 2007)
- 1934 - Paddy Driver, pilota motociclistico e pilota automobilistico sudafricano
- 1934 - Killer Karl Krupp, wrestler olandese († 1995)
- 1934 - Jurij Morozov, allenatore di calcio e calciatore sovietico († 2005)
- 1934 - Aleksej Aleksandrovič Saltykov, regista sovietico († 1993)
- 1935 - Luciano Benetton, imprenditore, politico e dirigente sportivo italiano
- 1935 - Giuseppe Breveglieri, giornalista italiano († 2004)
- 1935 - Nigel Butterley, pianista e compositore australiano († 2022)
- 1935 - Angelo Colombo, calciatore italiano († 2014)
- 1935 - Eckehard Feigenspan, ex calciatore tedesco
- 1935 - Jan Saudek, fotografo ceco
- 1935 - David Todd Wilkinson, astrofisico e cosmologo statunitense († 2002)
- 1936 - Álvar González-Palacios, storico dell'arte cubano
- 1936 - Jemal Karchkhadze, scrittore georgiano († 1998)
- 1936 - Jiří Soják, botanico cecoslovacco († 2012)
- 1937 - Trevor Baylis, inventore inglese († 2018)
- 1937 - Jacob Edelist, cestista israeliano († 1999)
- 1937 - Tony Kay, ex calciatore inglese
- 1937 - Zohra Lampert, attrice statunitense
- 1937 - Trini Lopez, cantante, chitarrista e attore statunitense († 2020)
- 1937 - Beverley Owen, attrice statunitense († 2019)
- 1937 - Luis Rivera Marón, ex calciatore spagnolo
- 1937 - Antonio Vargiu, ex hockeista su prato italiano
- 1937 - Roger Zelazny, scrittore e autore di fantascienza statunitense († 1995)
- 1938 - Giuliano Amato, politico e giurista italiano
- 1938 - Rosario Ardica, politico italiano
- 1938 - Sergio Gobbi, regista, sceneggiatore e produttore cinematografico italiano
- 1938 - Iván Antonio Marín López, arcivescovo cattolico colombiano
- 1938 - Tony Renis, cantante, compositore e produttore discografico italiano
- 1938 - Eberhard Schoener, compositore tedesco
- 1939 - Masao Adachi, regista e sceneggiatore giapponese
- 1939 - Giorgio Bandini, ex calciatore italiano
- 1939 - Johnny Byrne, allenatore di calcio e calciatore britannico († 1999)
- 1939 - Hildrun Claus, ex lunghista tedesca
- 1939 - Erik Eriksen, allenatore di calcio e ex calciatore norvegese
- 1939 - Peter Frenkel, ex marciatore tedesco
- 1939 - Harvey Keitel, attore statunitense
- 1939 - Giovanni Trapletti, calciatore italiano († 1991)
- 1940 - Bruce Chatwin, scrittore e viaggiatore britannico († 1989)
- 1940 - Mircea Ciobanu, poeta rumeno († 1996)
- 1940 - Giampaolo Lampredi, allenatore di calcio e calciatore italiano († 2020)
- 1940 - Billy McCullough, ex calciatore nordirlandese
- 1940 - Simon Schagen, ex cestista olandese
- 1940 - Mick Smyth, ex calciatore irlandese
- 1940 - Kjeld Thorst, ex calciatore danese
- 1940 - Kōkichi Tsuburaya, maratoneta e mezzofondista giapponese († 1968)
- 1941 - Senta Berger, attrice e produttrice cinematografica austriaca
- 1941 - Joe Brown, cantante e chitarrista britannico
- 1941 - Domenico Cecchetti, ex ciclista su strada sammarinese
- 1941 - Jody Conradt, ex cestista e allenatrice di pallacanestro statunitense
- 1941 - Giovanni Del Tin, ingegnere e dirigente d'azienda italiano
- 1941 - Katherine Duncan-Jones, critica letteraria britannica († 2022)
- 1941 - Imca Marina, cantante e scrittrice olandese
- 1941 - Mario Neri, politico italiano
- 1941 - Ritchie Valens, cantante e chitarrista statunitense († 1959)
- 1941 - Ida Vallerugo, poetessa italiana
- 1942 - Umberto Alessandrini, ammiraglio italiano
- 1942 - Jeff Astle, calciatore inglese († 2002)
- 1942 - Franco Ceccarelli, musicista e produttore discografico italiano († 2012)
- 1942 - Vladimir Džanibekov, cosmonauta sovietico
- 1942 - Georg Klusemann, pittore e illustratore tedesco († 1981)
- 1942 - Norma Pinto de Oliveira, ex cestista brasiliana
- 1942 - Ada Pometti, attrice italiana
- 1942 - Bill Rademacher, giocatore di football americano statunitense († 2018)
- 1942 - Pál Schmitt, politico, ex schermidore e dirigente sportivo ungherese
- 1942 - David Stout, giornalista e scrittore statunitense († 2020)
- 1942 - Giacomo Vaciago, economista e politico italiano († 2017)
- 1942 - Starr Walton, ex sciatrice alpina statunitense
- 1942 - Roger Young, regista statunitense
- 1943 - Eve Babitz, scrittrice statunitense († 2021)
- 1943 - Guglielmo Castagnetti, politico italiano († 2017)
- 1943 - Gisela Hahn, attrice tedesca
- 1943 - Stratton Leopold, produttore cinematografico e attore statunitense
- 1943 - Fred Parke, informatico, programmatore e docente statunitense
- 1943 - Anne Pingeot, storica dell'arte francese
- 1943 - Gerhard Seibold, ex canoista austriaco
- 1943 - Kurt Trampedach, pittore e scultore danese († 2013)
- 1943 - Mary Wells, cantante statunitense († 1992)
- 1943 - Victoria Zinny, attrice argentina
- 1944 - Uwe Barschel, politico tedesco († 1987)
- 1944 - John Cocking, ex calciatore inglese
- 1944 - Nicola Di Gioia, attore italiano († 2017)
- 1944 - Carolyn Franklin, cantante e cantautrice statunitense († 1988)
- 1944 - Hardy Hepp, musicista e artista svizzero
- 1944 - Armistead Maupin, scrittore, giornalista e sceneggiatore statunitense
- 1944 - Krystian Michallik, ex calciatore polacco
- 1944 - Ali Sayad Shirazi, generale iraniano († 1999)
- 1945 - Lasse Berghagen, cantautore svedese († 2023)
- 1945 - Dave Deutsch, ex cestista statunitense
- 1945 - Lou Marini, sassofonista statunitense
- 1945 - Ion Oblemenco, allenatore di calcio e calciatore rumeno († 1996)
- 1945 - Roger Potter, bobbista britannico
- 1945 - Tammam Salam, politico libanese
- 1946 - Egon Börger, matematico e informatico tedesco
- 1946 - Roger Eddy, ex slittinista canadese
- 1946 - Francesco Messineo, ex magistrato italiano
- 1946 - Tim Pigott-Smith, attore britannico († 2017)
- 1946 - Jean Rondeau, pilota automobilistico francese († 1985)
- 1946 - Oreste Tofani, sindacalista e politico italiano († 2017)
- 1946 - Marv Wolfman, fumettista, curatore editoriale e scrittore statunitense
- 1947 - Shamuel Avishar, ex cestista israeliano
- 1947 - Harald Bartol, pilota motociclistico austriaco
- 1947 - Charles Baxter, scrittore statunitense
- 1947 - Stephen R. Donaldson, scrittore di fantascienza statunitense
- 1947 - Lino Fumagalli, vescovo cattolico italiano
- 1947 - John Neschling, direttore d'orchestra e direttore artistico brasiliano
- 1947 - Étienne Smulevici, pilota di rally francese
- 1948 - Vítor Baltasar, ex calciatore portoghese
- 1948 - Alan Devlin, attore irlandese († 2011)
- 1948 - Jeffrey Evans, politico e nobile britannico
- 1948 - Dean Meminger, cestista e allenatore di pallacanestro statunitense († 2013)
- 1948 - Stephen Schlaks, pianista, compositore e produttore discografico statunitense
- 1948 - José Antônio Aparecido Tosi Marques, arcivescovo cattolico brasiliano
- 1948 - Colin Towns, compositore e tastierista inglese
- 1949 - Franklyn Ajaye, attore statunitense
- 1949 - Gregory Areshian, storico e archeologo armeno († 2020)
- 1949 - Valentino Balboni, pilota automobilistico italiano
- 1949 - Maurizio Bertucci, giornalista e politico italiano
- 1949 - Giorgio Draskovic, produttore cinematografico italiano († 2019)
- 1949 - Jean Gallice, ex calciatore francese
- 1949 - Catherine Guigon, giornalista e scrittrice francese
- 1949 - Christopher Reid, poeta e scrittore britannico
- 1949 - Nebojša Vučković, allenatore di calcio e calciatore serbo († 2019)
- 1949 - Zoë Wanamaker, attrice statunitense
- 1950 - Selim Abdullah, scultore, pittore e incisore svizzero
- 1950 - Federico Caputi, calciatore e allenatore di calcio italiano († 2025)
- 1950 - Giuseppe Fagni, ex calciatore italiano
- 1950 - Manuel Giliberti, regista e scenografo italiano
- 1950 - Joe Johnston, regista, produttore cinematografico e effettista statunitense
- 1950 - Danny Kirwan, chitarrista e cantante britannico († 2018)
- 1950 - Stevie Wonder, cantautore, compositore e polistrumentista statunitense
- 1950 - Fayṣal bin Abd Allāh bin Moḥammed Āl Saʿūd, principe, militare e politico saudita
- 1951 - Claudio Fucci, cantautore e editore italiano
- 1951 - Li Hongzhi, cinese
- 1951 - Kristoffer Nyholm, regista e produttore televisivo danese
- 1951 - Paul Thompson, batterista britannico
- 1951 - James Whale, conduttore radiofonico, conduttore televisivo e scrittore britannico († 2025)
- 1952 - Jean-Paul Bertrand-Demanes, ex calciatore francese
- 1952 - Emma Fattorini, politica, storica e scrittrice italiana
- 1952 - John Kasich, politico e opinionista statunitense
- 1952 - Jorge Siviero, ex calciatore uruguaiano
- 1952 - Dario Squeri, politico italiano
- 1952 - Wang Xiaobo, scrittore e saggista cinese († 1997)
- 1952 - Sharon Wichman, ex nuotatrice statunitense
- 1953 - Tunde Bamidele, calciatore nigeriano († 1997)
- 1953 - Paolo Barabani, cantautore, paroliere e chitarrista italiano
- 1953 - Zlatko Burić, attore jugoslavo
- 1953 - Patricia Coleman, ex tennista australiana
- 1953 - Antonio D'Angelo, calciatore italiano († 1980)
- 1953 - Paul Jones, ex calciatore inglese
- 1953 - Lisa Lyon, modella, attrice e culturista statunitense († 2023)
- 1954 - Arturo Bonucci, violoncellista italiano († 2002)
- 1954 - Claretta Carotenuto, attrice e regista italiana
- 1954 - Raffaele Di Risio, ex calciatore italiano
- 1954 - Lillete Dubey, attrice indiana
- 1954 - Alejandro Encinas Rodríguez, politico messicano
- 1954 - Santo Gioffrè, medico, scrittore e politico italiano
- 1954 - Il'ja Grubert, violinista sovietico
- 1954 - Harri Kampman, allenatore di calcio finlandese
- 1954 - Leslie La Penna, doppiatore e direttore del doppiaggio italiano
- 1954 - Eugenio Leal, ex calciatore spagnolo
- 1954 - Johnny Logan, cantautore irlandese
- 1954 - Hideki Maeda, ex calciatore giapponese
- 1954 - Simona Mariani, attrice italiana
- 1954 - Frédéric Pietruszka, ex schermidore francese
- 1954 - Francesco Pigliaru, politico e economista italiano
- 1954 - Joseph Salerno, ex calciatore maltese
- 1954 - Aleksandar Trifunović, ex calciatore jugoslavo
- 1955 - María Cecilia Botero, attrice colombiana
- 1955 - Alberto Burgio, filosofo e politico italiano
- 1955 - Gigi De Rienzo, musicista, produttore discografico e arrangiatore italiano
- 1955 - Ian Miller, allenatore di calcio e ex calciatore scozzese
- 1955 - Åke Sandgren, regista, sceneggiatore e produttore cinematografico svedese
- 1955 - Brandi Wells, cantante statunitense († 2003)
- 1955 - Hubert Winkels, giornalista e critico letterario tedesco
- 1956 - Vjekoslav Bevanda, politico bosniaco
- 1956 - Óscar Roberto Domínguez Couttolenc, arcivescovo cattolico messicano
- 1956 - Kenneth Eriksson, ex pilota di rally svedese
- 1956 - Bernd Förster, ex calciatore tedesco
- 1956 - Nerida Gregory, ex tennista australiana
- 1956 - Aleksandr Jur'evič Kaleri, cosmonauta russo
- 1956 - Ugo Mancini, storico italiano
- 1956 - Fred Melamed, attore e comico statunitense
- 1956 - Antonio Rugghia, politico italiano
- 1956 - Maurizio Sottana, allenatore di pallacanestro italiano
- 1956 - Kirk Thornton, attore, regista e doppiatore statunitense
- 1957 - Alan Ball, drammaturgo, sceneggiatore e regista statunitense
- 1957 - Frances Barber, attrice britannica
- 1957 - Daniele Carnacina, regista, autore televisivo e produttore televisivo italiano
- 1957 - Luca Di Fulvio, scrittore, attore teatrale e drammaturgo italiano († 2023)
- 1957 - Simone Drexel, cantante svizzera
- 1957 - Claudie Haigneré, politica e ex astronauta francese
- 1957 - Mark Heap, attore e comico britannico
- 1957 - Carrie Lam, politica hongkonghese
- 1957 - Martin Provost, regista e sceneggiatore francese
- 1957 - Mar Roxas, politico filippino
- 1957 - Kōji Suzuki, scrittore giapponese
- 1957 - Stefano Tacconi, ex calciatore italiano
- 1957 - Enzo Vecciarelli, generale italiano
- 1958 - Sista Bramini, regista e attrice italiana
- 1958 - Federico Incardona, compositore italiano († 2006)
- 1958 - Faauuga Muagututia, ex bobbista samoano americano
- 1958 - Tshala Muana, cantante della Repubblica Democratica del Congo († 2022)
- 1958 - Audun Myhre, ex calciatore norvegese
- 1958 - Anthony Ray Parker, attore statunitense
- 1959 - Jerry Butler, attore pornografico statunitense († 2018)
- 1959 - Mimmo Consales, giornalista e politico italiano
- 1959 - Simon Duggan, direttore della fotografia neozelandese
- 1959 - Mircea Irimescu, ex calciatore rumeno
- 1959 - Zeruya Shalev, scrittrice e poetessa israeliana
- 1960 - Anna Bonel, doppiatrice italiana
- 1960 - Paul Brown, costumista e scenografo britannico († 2017)
- 1960 - Patrizia Caselli, attrice, conduttrice televisiva e showgirl italiana
- 1960 - Drissa Dié, ex cestista ivoriano
- 1960 - Maggie Mae, cantante tedesca († 2021)
- 1960 - Alberto Márcico, ex calciatore argentino
- 1960 - John McCurdy, ex tennista australiano
- 1960 - Park Jong-cheon, ex cestista sudcoreano
- 1960 - Eckhard Schmittdiel, scacchista tedesco
- 1961 - Pierluigi Astore, doppiatore e direttore del doppiaggio italiano
- 1961 - Fabrizio Contri, attore italiano
- 1961 - Siobhan Fallon Hogan, attrice statunitense
- 1961 - Jeong Gi-dong, ex calciatore sudcoreano
- 1961 - Ralph Milne, calciatore scozzese († 2015)
- 1961 - Peter Michael Muhich, vescovo cattolico statunitense († 2024)
- 1961 - Susanna Parigi, cantautrice, musicista e compositrice italiana († 2023)
- 1961 - Ghislain Printant, allenatore di calcio francese
- 1961 - Éva Rakusz, ex canoista ungherese
- 1961 - Dennis Rodman, ex cestista e allenatore di pallacanestro statunitense
- 1961 - Małgorzata Turska, ex cestista polacca
- 1961 - Yutaka Sado, direttore d'orchestra giapponese
- 1962 - Péter Abay, ex schermidore ungherese
- 1962 - Carl Albert, cantante statunitense († 1995)
- 1962 - Roxana Baldetti, politica e giornalista guatemalteca
- 1962 - Gabriele Hammermann, storica tedesca
- 1962 - Domenica Luciani, scrittrice italiana
- 1962 - Jurij Marusik, aracnologo russo
- 1962 - Paul McDermott, attore, personaggio televisivo e scrittore australiano
- 1962 - Eduardo Palomo, attore e cantante messicano († 2003)
- 1962 - Lil Louis, disc jockey e musicista statunitense
- 1962 - Stefano Ticci, ex bobbista italiano
- 1963 - Paola Antonelli, designer e architetta italiana
- 1963 - Cong Xuedi, ex cestista e allenatrice di pallacanestro cinese
- 1963 - Hakima El Haite, politica marocchina
- 1963 - Andrea Leadsom, politica britannica
- 1963 - Silvia Marciandi, ex sciatrice freestyle italiana
- 1963 - Wally Masur, allenatore di tennis e ex tennista australiano
- 1963 - Christian Perez, ex calciatore francese
- 1963 - Zsuzsanna Sándor, ex cestista rumena
- 1963 - Reinaldo Azambuja, politico brasiliano
- 1963 - Zhang Xuelei, cestista e allenatore di pallacanestro cinese († 2024)
- 1964 - Bae Jong-ok, attrice sudcoreana
- 1964 - Stephen Colbert, comico e conduttore televisivo statunitense
- 1964 - Ronnie Coleman, culturista statunitense
- 1964 - Chris Gibson, politico e militare statunitense
- 1964 - Ray Lloyd, wrestler, artista marziale e attore statunitense
- 1964 - Sara Gomer, ex tennista britannica
- 1964 - Chris Maitland, batterista britannico
- 1964 - Maša Rasputina, cantante russa
- 1964 - Sakichi Satō, regista, sceneggiatore e attore giapponese
- 1964 - Andrea Sironi, economista italiano
- 1964 - Jordi Sánchez, attore spagnolo
- 1964 - Tom Verica, attore e regista statunitense
- 1964 - Claudio Zoli, cantante, compositore e chitarrista brasiliano
- 1965 - John Anderson, giornalista statunitense
- 1965 - Fabio Calcaterra, allenatore di calcio, dirigente sportivo e ex calciatore italiano
- 1965 - Yannick Le Saux, ex calciatore francese
- 1965 - Predrag Spasić, ex calciatore serbo
- 1965 - François Touvet, vescovo cattolico francese
- 1965 - Chris Washburn, ex cestista statunitense
- 1965 - Lari White, cantautrice, produttrice discografica e attrice statunitense († 2018)
- 1966 - Lee Altus, chitarrista statunitense
- 1966 - Cheryl Dunye, regista, sceneggiatrice e attrice liberiana
- 1966 - Antonella Forattini, politica italiana
- 1966 - Alison Goldfrapp, cantante e musicista britannica
- 1966 - Karol Karski, giurista e politico polacco
- 1966 - Marco Nappi, allenatore di calcio e ex calciatore italiano
- 1966 - Nina Nastasia, cantautrice statunitense
- 1966 - Maurizio Nicolosi, attore italiano
- 1966 - Javier Pereira, allenatore di calcio e ex calciatore spagnolo
- 1966 - Stacey Plaskett, politica e avvocatessa statunitense
- 1966 - Darius Rucker, cantautore statunitense
- 1966 - Nitin Sawhney, musicista, produttore discografico e compositore britannico
- 1966 - Francisco Takeo, ex calciatore boliviano
- 1967 - Giulio Borgo, scacchista italiano
- 1967 - Lorenzo Canova, storico dell'arte e critico d'arte italiano
- 1967 - Andreas Geremia, cantante tedesco
- 1967 - Silvio Vittorio Giampietro, ex calciatore italiano
- 1967 - Tommy Gunn, attore pornografico statunitense
- 1967 - Tony Harris, ex cestista statunitense
- 1967 - Mark Miles, arcivescovo cattolico, diplomatico e traduttore britannico
- 1967 - Chuck Schuldiner, chitarrista, cantante e compositore statunitense († 2001)
- 1967 - Melanie Thornton, cantante statunitense († 2001)
- 1967 - Alessandro Vedani, politico italiano
- 1968 - Miguel Ángel Blanco, politico spagnolo († 1997)
- 1968 - Braulio Castillo, ex giocatore di baseball dominicano
- 1968 - Owen Morris, produttore discografico gallese
- 1968 - Scott Morrison, politico australiano
- 1968 - Germano Racchella, politico italiano
- 1968 - Dmitrij Ševčenko, ex discobolo russo
- 1968 - PMD, rapper statunitense
- 1968 - Paul Tibbitt, animatore, doppiatore e character designer statunitense
- 1968 - Monique Truong, scrittrice statunitense
- 1968 - Martin Werhand, editore, scrittore e poeta tedesco
- 1969 - Elisabetta Bucciarelli, scrittrice italiana
- 1969 - Buckethead, chitarrista e polistrumentista statunitense
- 1969 - Óscar Cervantes, ex cestista spagnolo
- 1969 - Louis Ferrante, mafioso e scrittore statunitense
- 1969 - Christopher Gannon, ex calciatore britannico
- 1969 - Massimo Menghini, ex cestista italiano
- 1969 - Nikos Aliagas, giornalista, conduttore radiofonico e attore francese
- 1969 - Roberto Occhiuto, politico italiano
- 1969 - Annalisa Strada, scrittrice italiana
- 1969 - Dohzi-T, rapper giapponese
- 1970 - Ian Agol, matematico statunitense
- 1970 - Alberto Airola, politico italiano
- 1970 - Joe Busillo, ex hockeista su ghiaccio canadese
- 1970 - Yūji Hashimoto, ex calciatore giapponese
- 1970 - Hans Herbots, regista e sceneggiatore belga
- 1970 - Ephraim Kalorib, ex calciatore vanuatuano
- 1970 - Robert Maćkowiak, ex velocista polacco
- 1970 - Luigi Nave, politico italiano
- 1970 - Hanna Smoktunowicz, giornalista polacca
- 1970 - Robert Špehar, allenatore di calcio e ex calciatore croato
- 1971 - O.C., rapper statunitense
- 1971 - Rob Fredrickson, ex giocatore di football americano statunitense
- 1971 - Espen Lind, cantautore e produttore discografico norvegese
- 1971 - Tom Nalen, ex giocatore di football americano statunitense
- 1971 - Hamish Pepper, velista neozelandese
- 1971 - Lorenzo Ricci, ex atleta paralimpico italiano
- 1971 - Dzintars Sproģis, ex calciatore lettone
- 1971 - Pawel Warzycha, schermidore tedesco
- 1972 - Sergio Assisi, attore italiano
- 1972 - Peter Beadle, allenatore di calcio e ex calciatore inglese
- 1972 - Pieta van Dishoeck, ex canottiera olandese
- 1972 - Juan Carlos Socorro, ex calciatore venezuelano
- 1972 - Giovanni Tedesco, dirigente sportivo, allenatore di calcio e ex calciatore italiano
- 1972 - Roberto Valente, militare italiano († 2009)
- 1973 - Mercedes Ambrus, modella e attrice pornografica ungherese
- 1973 - Franck Dumoulin, tiratore a segno francese
- 1973 - Desmond Koh, ex nuotatore singaporiano
- 1974 - Alen Mrzlečki, ex calciatore croato
- 1974 - Amarilis Savón, ex judoka cubana
- 1974 - Erik Varden, vescovo cattolico norvegese
- 1975 - Cristian Bezzi, ex rugbista a 15 e allenatore di rugby a 15 italiano
- 1975 - Michael Cloud, politico statunitense
- 1975 - Nicki Collen, ex cestista e allenatrice di pallacanestro statunitense
- 1975 - Chris Crawford, ex cestista e ex giocatore di baseball statunitense
- 1975 - Sparkle, cantante statunitense
- 1975 - Farès Fellahi, ex calciatore algerino
- 1975 - Brian Geraghty, attore statunitense
- 1975 - Raquel Infante, attrice spagnola
- 1975 - Saeb Jendeya, allenatore di calcio, ex calciatore e ex giocatore di beach soccer palestinese
- 1975 - David Kalousek, ex calciatore ceco
- 1975 - Chrīstos Kontīs, allenatore di calcio e ex calciatore greco
- 1975 - Sebastiano Mazzara, ex mezzofondista italiano
- 1975 - Alessandro Muzio, ex cestista, allenatore di pallacanestro e dirigente sportivo italiano
- 1975 - Ilona Nikonovaitė, ex cestista lituana
- 1975 - Evelin Samuel, cantante estone
- 1975 - Paulo Sousa, ex calciatore portoghese
- 1975 - Carla Valencia Dávila, regista, sceneggiatrice e montatrice ecuadoriana
- 1975 - Veruska, cantante italiana
- 1975 - Juan Pablo Vojvoda, allenatore di calcio e ex calciatore argentino
- 1976 - Epotele Bazamba, ex calciatore della Repubblica Democratica del Congo
- 1976 - Zahira Berrezouga, attrice italiana
- 1976 - Mark Delaney, ex calciatore e allenatore di calcio gallese
- 1976 - Andrés Garrone, allenatore di calcio e ex calciatore argentino
- 1976 - Gary Glasgow, ex calciatore trinidadiano
- 1976 - Buila Katiavala, ex cestista della Repubblica Democratica del Congo
- 1976 - Christian Kjellvander, cantante svedese
- 1976 - Trajan Langdon, ex cestista e dirigente sportivo statunitense
- 1976 - Lee Eun-yeong, ex cestista sudcoreana
- 1976 - Kojo Mensah-Bonsu, ex cestista britannico
- 1976 - Lars Nedland, cantante, batterista e tastierista norvegese
- 1976 - Paola Pessot, attrice e conduttrice televisiva italiana
- 1976 - Alessia Pieretti, pentatleta e politica italiana
- 1976 - Marcelo Pletsch, ex calciatore brasiliano
- 1976 - Ana Popović, chitarrista e cantante serba
- 1976 - Grzegorz Szamotulski, ex calciatore polacco
- 1976 - Luca Trevisan, storico dell'arte italiano
- 1977 - Tom Cotton, politico e avvocato statunitense
- 1977 - Mario Desiati, scrittore, poeta e giornalista italiano
- 1977 - Esteban González, ex giocatore di calcio a 5 argentino
- 1977 - Martin Helfer, ex hockeista su ghiaccio italiano
- 1977 - Neil Hopkins, attore statunitense
- 1977 - Luka Juri, geografo e politico sloveno
- 1977 - Anikó Kálovics, mezzofondista e maratoneta ungherese
- 1977 - Sandra Le Dréan, ex cestista francese
- 1977 - Fabian McCarthy, ex calciatore sudafricano
- 1977 - Samantha Morton, attrice britannica
- 1977 - Pedro Portocarrero, ex calciatore colombiano
- 1977 - Christopher Ralph, attore canadese
- 1977 - Nicola Samorì, artista italiano
- 1977 - Tarik Sektioui, allenatore di calcio e ex calciatore marocchino
- 1977 - Pusha T, rapper statunitense
- 1977 - Jonathan Vidallé, ex calciatore argentino
- 1977 - Ilse DeLange, cantante olandese
- 1978 - Mike Bibby, ex cestista e allenatore di pallacanestro statunitense
- 1978 - Patrick Hughes, regista, sceneggiatore e montatore australiano
- 1978 - Milivoje Lazić, cestista e allenatore di pallacanestro serbo
- 1978 - Youssef Mariana, ex calciatore marocchino
- 1978 - Serghei Pogreban, ex calciatore moldavo
- 1978 - Lucas Valdemarín, ex calciatore argentino
- 1979 - Mile Krstev, ex calciatore macedone
- 1979 - Michael Madden, bassista statunitense
- 1979 - Lauren Phoenix, ex attrice pornografica canadese
- 1979 - V″jačeslav Ševčuk, ex calciatore ucraino
- 1979 - Amruta Subhash, attrice indiana
- 1979 - Carlo Filippo di Svezia, principe svedese
- 1980 - Abdulrahman Abdulkarim, ex calciatore bahreinita
- 1980 - Kensaku Abe, ex calciatore giapponese
- 1980 - Sarp Akkaya, attore turco
- 1980 - Bryan Bailey, ex cestista e allenatore di pallacanestro statunitense
- 1980 - Chris Barker, bassista statunitense
- 1980 - Eternia, rapper canadese
- 1980 - Kamelancien, rapper francese
- 1980 - Rey Ángel Martínez, ex calciatore cubano
- 1980 - Gabriel Melkam, ex calciatore nigeriano
- 1980 - Óscar Passo, ex calciatore colombiano
- 1980 - Tat'jana Rjabkina, orientista russa
- 1980 - Salvio Simeoli, attore italiano
- 1981 - Asmir Avdukić, ex calciatore bosniaco
- 1981 - Tabrett Bethell, attrice e modella australiana
- 1981 - Jeremy Bobb, attore statunitense
- 1981 - Andrew Cohen, allenatore di calcio e ex calciatore maltese
- 1981 - Herman Cornejo, ballerino argentino
- 1981 - Elisabeth Pinedo, ex pallamanista spagnola
- 1981 - Miklós Gaál, ex calciatore ungherese
- 1981 - Ángel Gómez, ex ciclista su strada spagnolo
- 1981 - Carl Krauser, ex cestista statunitense
- 1981 - George Leach, ex cestista statunitense
- 1981 - Sunny Leone, attrice e ex attrice pornografica canadese
- 1981 - Matías Lequi, ex calciatore argentino
- 1981 - Rebecka Liljeberg, attrice svedese
- 1981 - David López García, ex ciclista su strada spagnolo
- 1981 - Rima Margevičiūtė, ex cestista lituana
- 1981 - Shaun Phillips, giocatore di football americano statunitense
- 1981 - Kristian Ranta, chitarrista finlandese
- 1981 - Fabiana Sgroi, ex canoista italiana
- 1981 - Jimmy Wang Yang, ex wrestler statunitense
- 1982 - Kevin Begois, ex calciatore belga
- 1982 - Choi Young-rae, tiratore a segno sudcoreano
- 1982 - Albert Crusat, ex calciatore spagnolo
- 1982 - Paul James, ex rugbista a 15 britannico
- 1982 - Laurie Koehn, ex cestista e allenatrice di pallacanestro statunitense
- 1982 - Amine Laâlou, mezzofondista marocchino
- 1982 - Donnie Nietes, pugile filippino
- 1982 - Onyekachi Okonkwo, calciatore nigeriano
- 1982 - Oguchi Onyewu, dirigente sportivo e ex calciatore statunitense
- 1982 - Jerry Palacios, calciatore honduregno
- 1982 - Casey Stoney, allenatrice di calcio e ex calciatrice britannica
- 1982 - Igor' Turčin, schermidore russo
- 1982 - Mika Vukona, ex cestista e allenatore di pallacanestro figiano
- 1982 - Maarten Wynants, ex ciclista su strada e mountain biker belga
- 1982 - Mohd Ivan Yusoff, ex calciatore malese
- 1983 - Mohamed Larbi Arouri, ex calciatore tunisino
- 1983 - Yoann Bonato, pilota automobilistico francese
- 1983 - Barbara Bonte, politica belga
- 1983 - Édouard Duplan, ex calciatore francese
- 1983 - Anita Görbicz, ex pallamanista ungherese
- 1983 - Johnny Hoogerland, ex ciclista su strada olandese
- 1983 - Michal Klesa, calciatore ceco
- 1983 - Marián Kurty, ex calciatore slovacco
- 1983 - Grégory Lemarchal, cantante francese († 2007)
- 1983 - Rawlston Masaniai, calciatore samoano americano
- 1983 - Anna Maria Nilsson, ex biatleta svedese
- 1983 - João Real, ex calciatore portoghese
- 1983 - Jacob Reynolds, attore statunitense
- 1983 - Stefan Schnyder, ex hockeista su ghiaccio svizzero
- 1983 - János Székely, ex calciatore rumeno
- 1983 - Yaya Touré, allenatore di calcio e ex calciatore ivoriano
- 1983 - Daurance Williams, ex calciatore trinidadiano
- 1984 - Jorge Deschamps, calciatore cileno
- 1984 - Dawn Harper-Nelson, ex ostacolista statunitense
- 1984 - Jesús Jiménez, pugile messicano
- 1984 - Mohamed Esnany, calciatore libico
- 1984 - Joe Neguse, politico statunitense
- 1984 - Hannah New, modella e attrice inglese
- 1984 - Mark O'Brien, calciatore irlandese
- 1984 - António Eduardo Pereira dos Santos, calciatore brasiliano
- 1984 - Leonardo Senatore, rugbista a 15 argentino
- 1984 - Alex Velea, cantautore, rapper e attore romeno
- 1985 - Malek Saleem Abdullah, ex cestista qatariota
- 1985 - Javier Balboa, ex calciatore spagnolo
- 1985 - Kewin Bordas, ex giocatore di football americano francese
- 1985 - Spase Dilevski, ex calciatore australiano
- 1985 - Maja Erkič, ex cestista slovena
- 1985 - Jaroslav Halák, hockeista su ghiaccio slovacco
- 1985 - Oğuzhan Koç, attore, cantautore e comico turco
- 1985 - Clarence Kparghai, ex hockeista su ghiaccio svizzero
- 1985 - Carlos Matheu, allenatore di calcio e ex calciatore argentino
- 1985 - Franco Miranda, ex calciatore argentino
- 1985 - Iwan Rheon, attore, cantante e musicista gallese
- 1985 - Dayane Rocha, giocatrice di calcio a 5 e ex calciatrice brasiliana
- 1985 - Greg Surmacz, cestista polacco
- 1985 - Mohsen Yeganeh, cantante e compositore iraniano
- 1985 - Travis Zajac, ex hockeista su ghiaccio canadese
- 1986 - Milan Aleksić, ex pallanuotista serbo
- 1986 - Thomas Degand, ex ciclista su strada belga
- 1986 - Lena Dunham, attrice, sceneggiatrice e regista statunitense
- 1986 - Robert Flores, calciatore uruguaiano
- 1986 - Dzmitryj Lebedzeŭ, calciatore bielorusso
- 1986 - Bogdan Leonte, rugbista a 15 francese
- 1986 - Nadine Nurasyid, ex giocatrice di football americano e allenatrice di football americano tedesca
- 1986 - Robert Pattinson, attore britannico
- 1986 - Alexander Rybak, violinista e cantante bielorusso
- 1986 - Deborah Schirru, giornalista e conduttrice televisiva italiana
- 1986 - Nino Schurter, mountain biker svizzero
- 1986 - Maksim Sidorov, pesista russo
- 1986 - Scott Sutter, ex calciatore inglese
- 1986 - Tai Wesley, cestista statunitense
- 1987 - Candice Accola, attrice statunitense
- 1987 - Antonio Adán, calciatore spagnolo
- 1987 - Li Andersson, politica finlandese
- 1987 - Hugo Becker, attore francese
- 1987 - Chang Hye-jin, arciera sudcoreana
- 1987 - Matt Doyle, cantante e attore statunitense
- 1987 - Jeff Frazee, ex hockeista su ghiaccio statunitense
- 1987 - Laura Izibor, cantautrice e musicista irlandese
- 1987 - Rory McAllister, calciatore scozzese
- 1987 - D.J. Mitchell, giocatore di baseball statunitense
- 1987 - Gentjan Muça, ex calciatore albanese
- 1987 - Hunter Parrish, attore statunitense
- 1987 - Itziar Pascual Ortiz, drammaturga spagnola
- 1987 - Siegfried Rasswalder, ex calciatore austriaco
- 1987 - Bobby Shuttleworth, ex calciatore statunitense
- 1987 - Marianne Vos, ciclista su strada, pistard e ciclocrossista olandese
- 1987 - Charlotte Wessels, cantautrice olandese
- 1987 - Bethania de la Cruz, pallavolista dominicana
- 1988 - Salif Coulibaly, calciatore maliano
- 1988 - Vladimir Dašić, cestista montenegrino
- 1988 - Danilo Decembrini, pattinatore artistico a rotelle italiano
- 1988 - Paulinho Dias, calciatore brasiliano
- 1988 - Casey Donovan, cantante australiana
- 1988 - Josué Flores, calciatore salvadoregno
- 1988 - Erlis Frashëri, calciatore albanese
- 1988 - Said Husejinović, calciatore bosniaco
- 1988 - Isael da Silva Barbosa, calciatore brasiliano
- 1988 - Angela Locatelli, calciatrice italiana
- 1988 - William Lockwood, canottiere australiano
- 1988 - Matthew McLean, nuotatore statunitense
- 1988 - Branislav Milošević, calciatore serbo
- 1988 - Bibiane Schoofs, tennista olandese
- 1988 - Bart Vertenten, arbitro di calcio belga
- 1988 - Lydia Williams, calciatrice australiana
- 1988 - Marko Čakarević, cestista serbo
- 1989 - Arnaldo González, calciatore argentino
- 1989 - Duckwrth, rapper, cantante e produttore discografico statunitense
- 1989 - Michele Marconi, calciatore italiano
- 1989 - Manōlīs Mpertos, calciatore greco
- 1989 - Áine O'Gorman, calciatrice irlandese
- 1989 - Marius Papšys, calciatore lituano
- 1989 - Angel Robinson, cestista statunitense
- 1989 - Julia Rohde, ex sollevatrice tedesca
- 1989 - P.K. Subban, ex hockeista su ghiaccio canadese
- 1989 - Lukáš Vácha, calciatore ceco
- 1989 - Karlo Vragović, cestista croato
- 1990 - Freddie Burns, rugbista a 15 inglese
- 1990 - Mychal Givens, giocatore di baseball statunitense
- 1990 - Osas Idehen, ex calciatore nigeriano
- 1990 - İlkan Karaman, cestista turco († 2024)
- 1990 - Anthony Luciani, hockeista su ghiaccio canadese
- 1990 - Peter Mazan, calciatore slovacco
- 1990 - Charmaine McMenamin, rugbista a 15 neozelandese
- 1990 - Julia Molin, calciatrice svedese
- 1990 - Esthera Petre, ex altista rumena
- 1990 - Matej Radan, calciatore sloveno
- 1990 - Gustavo Ramírez, calciatore paraguaiano
- 1990 - Enni Rukajärvi, snowboarder finlandese
- 1990 - Susanna Sullivan, mezzofondista e maratoneta statunitense
- 1990 - Elica Vasileva, pallavolista bulgara
- 1990 - Rafael Zúñiga, calciatore honduregno
- 1990 - Marinaldo dos Santos Oliveira, calciatore brasiliano
- 1991 - Abdullah Al-Owaishir, calciatore saudita
- 1991 - Alan Patrick, calciatore brasiliano
- 1991 - Jennifer Beattie, ex calciatrice scozzese
- 1991 - Scarlett Bordeaux, wrestler statunitense
- 1991 - Jake Borelli, attore statunitense
- 1991 - William Bracewell, danzatore gallese
- 1991 - Francis Coquelin, calciatore francese
- 1991 - Brianna Decker, hockeista su ghiaccio statunitense
- 1991 - Aaron Doran, calciatore irlandese
- 1991 - Marin Draganja, tennista croato
- 1991 - Anders Fannemel, saltatore con gli sci norvegese
- 1991 - Tim Keurntjes, ex calciatore olandese
- 1991 - Dino Kluk, calciatore croato
- 1991 - Francisco Lachowski, modello brasiliano
- 1991 - Roland Leitinger, ex sciatore alpino austriaco
- 1991 - Joe Mason, ex calciatore irlandese
- 1991 - Junior Messias, calciatore brasiliano
- 1991 - Flavio Scarone, calciatore uruguaiano
- 1991 - Gabriel Silva, ex calciatore brasiliano
- 1991 - Giorgos Tofi, mezzofondista cipriota
- 1991 - Jason Verrett, giocatore di football americano statunitense
- 1991 - Shawn Williams, giocatore di football americano statunitense
- 1992 - Chiara Baroni, allenatrice di calcio e ex calciatrice italiana
- 1992 - Thievy Bifouma, calciatore francese
- 1992 - Beder Caicedo, calciatore ecuadoriano
- 1992 - Ibraheim Campbell, giocatore di football americano statunitense
- 1992 - Willson Contreras, giocatore di baseball venezuelano
- 1992 - Tommy Dorfman, attrice statunitense
- 1992 - Jeremy Finello, biatleta svizzero
- 1992 - Georgina García Pérez, tennista spagnola
- 1992 - Emily Gielnik, calciatrice australiana
- 1992 - Rob Havenstein, giocatore di football americano statunitense
- 1992 - Ben Heeney, giocatore di football americano statunitense
- 1992 - Tyrann Mathieu, ex giocatore di football americano statunitense
- 1992 - Sergej Pavlovič, artista marziale misto russo
- 1992 - Simon Piesinger, calciatore austriaco
- 1992 - Azzurra Principi, calciatrice italiana
- 1992 - Simone Sini, calciatore italiano
- 1992 - Mark Stone, hockeista su ghiaccio canadese
- 1993 - Bang Min-ah, cantante e attrice sudcoreana
- 1993 - Niccolò Centioni, attore italiano
- 1993 - Abby Dahlkemper, calciatrice statunitense
- 1993 - Federica Febbo, ginnasta italiana
- 1993 - Sidcley, calciatore brasiliano
- 1993 - Ezekiel Henty, calciatore nigeriano
- 1993 - Saša Ivković, calciatore serbo
- 1993 - Stefan Kraft, saltatore con gli sci austriaco
- 1993 - Sebastián Leyton, calciatore cileno
- 1993 - Romelu Lukaku, calciatore belga
- 1993 - Michael Matt, sciatore alpino austriaco
- 1993 - Emma Meesseman, cestista belga
- 1993 - Aurieus Minton, giocatore di football americano tedesco
- 1993 - William Michael Morgan, cantante statunitense
- 1993 - Cas Peters, calciatore olandese
- 1993 - Debby Ryan, attrice e cantante statunitense
- 1993 - Morgan Wallen, cantautore statunitense
- 1993 - Tones and I, cantante australiana
- 1994 - Joost van Aken, ex calciatore olandese
- 1994 - Ahmad Al-Mutairi, atleta paralimpico kuwaitiano
- 1994 - Loïc Bruni, mountain biker francese
- 1994 - Troy Caesar, calciatore anglo-verginiano
- 1994 - Geferson, calciatore brasiliano
- 1994 - Stacy Coley, ex giocatore di football americano statunitense
- 1994 - Gabriel Matías Fernández, calciatore uruguaiano
- 1994 - Andile Fikizolo, ex calciatore sudafricano
- 1994 - Chica Sobresalto, cantante spagnola
- 1994 - Arthur Iturria, rugbista a 15 francese
- 1994 - Grégoire Lefebvre, calciatore francese
- 1994 - Adrián Marín Lugo, calciatore messicano
- 1994 - Cameron McEvoy, nuotatore australiano
- 1994 - Łukasz Moneta, calciatore polacco
- 1994 - Tashreeq Morris, calciatore sudafricano
- 1994 - Amar Rahmanović, calciatore bosniaco
- 1994 - Gherardo Sabatini, cestista italiano
- 1994 - Benjamin Sene, cestista francese
- 1994 - Percy Tau, calciatore sudafricano
- 1994 - Jeril Taylor, cestista statunitense
- 1994 - Dakarai Tucker, cestista statunitense
- 1994 - Wang Zhouyu, sollevatrice cinese
- 1994 - Petr Šafarčík, cestista ceco
- 1995 - Marcos Júnior, calciatore brasiliano
- 1995 - Nathan Cardoso, calciatore brasiliano
- 1995 - Taylor John Smith, attore statunitense
- 1995 - Alex Paulo Menezes Santana, calciatore brasiliano
- 1995 - Ben Moore, cestista statunitense
- 1995 - Rasheed Moore, cestista statunitense
- 1995 - Yanis Rahmani, calciatore francese
- 1995 - Matheus Sales, calciatore brasiliano
- 1996 - Anastasija Burčuladze, cosmonauta russa
- 1996 - Baby Tate, rapper e cantautrice statunitense
- 1996 - Ali Khalafalla, nuotatore egiziano
- 1996 - Damon Mirani, calciatore olandese
- 1996 - Pavlo Orichovs'kyj, calciatore ucraino
- 1996 - Nikola Pavlović, cestista serbo
- 1996 - Iýrıı Persýh, calciatore kazako
- 1996 - Alexander Porter, ex pistard e ciclista su strada australiano
- 1996 - Stefanie Scherer, biatleta tedesca
- 1996 - Akil Wright, calciatore inglese
- 1997 - Anastasio, rapper italiano
- 1997 - Ronaldo Deaconu, calciatore rumeno
- 1997 - Emma Holmgren, calciatrice svedese
- 1997 - Dmitrii Mandrîcenco, calciatore moldavo
- 1997 - Alexis Messidoro, calciatore argentino
- 1997 - Ramón Miérez, calciatore argentino
- 1997 - Heri Mohr, calciatore faroese
- 1997 - Samuel Mráz, calciatore slovacco
- 1997 - Justien Odeurs, ex calciatrice belga
- 1997 - Alexander Schüller, bobbista tedesco
- 1997 - Shrook Wafa, scacchista egiziana
- 1997 - Ryōta Yamamoto, combinatista nordico giapponese
- 1997 - Paolo Zonca, pallavolista italiano
- 1998 - Franco Calderón, calciatore argentino
- 1998 - Giovanni Filippi, mezzofondista italiano
- 1998 - Devin Harper, giocatore di football americano statunitense
- 1998 - Jon Moncayola, calciatore spagnolo
- 1998 - Alicia Monson, mezzofondista statunitense
- 1998 - Adrià Pedrosa, calciatore spagnolo
- 1998 - Annamaria Serturini, calciatrice italiana
- 1998 - Vinnie Shahid, cestista statunitense
- 1998 - Luca Zidane, calciatore francese
- 1999 - Linoy Ashram, ex ginnasta israeliana
- 1999 - Destan Bajselmani, ex calciatore olandese
- 1999 - Rhys Britton, pistard e ciclista su strada britannico
- 1999 - Luis Estupiñán, calciatore ecuadoriano
- 1999 - Alex Greive, calciatore neozelandese
- 1999 - Telahun Haile Bekele, mezzofondista etiope
- 1999 - Red Sebastian, cantautore belga
- 1999 - James Hudson, giocatore di football americano statunitense
- 1999 - Óscar Mingueza, calciatore spagnolo
- 1999 - Aníbal Moreno, calciatore argentino
- 1999 - Samuel Shashoua, calciatore inglese
- 1999 - Sheldon van der Linde, pilota automobilistico sudafricano
- 1999 - Tylan Wallace, giocatore di football americano statunitense
- 2000 - Kees de Boer, calciatore olandese
- 2000 - Ethan Cepuran, pattinatore di velocità su ghiaccio statunitense
- 2000 - Antonio Cipriano, attore statunitense
- 2000 - Casey Dawson, pattinatore di velocità su ghiaccio statunitense
- 2000 - Nicole Dzurko, nuotatrice artistica statunitense
- 2000 - Marco Fontana Granotto, mezzofondista italiano
- 2000 - Emil Holm, calciatore svedese
- 2000 - Andy Irving, calciatore scozzese
- 2000 - Matěj Krsek, velocista ceco

## XXI secolo(29)
- 2001 - Mees Hilgers, calciatore olandese
- 2001 - Paul Komposch, calciatore austriaco
- 2002 - Zeidane Inoussa, calciatore svedese
- 2002 - Zebron Kalima, calciatore malawiano
- 2002 - Emily Londot, pallavolista statunitense
- 2002 - Diego López, calciatore spagnolo
- 2002 - Puck Pieterse, ciclocrossista, mountain biker e ciclista su strada olandese
- 2002 - Robert Summers, giocatore di badminton sudafricano
- 2002 - Ollie Tanner, calciatore inglese
- 2002 - Zoe Wees, cantante tedesca
- 2002 - Diribe Welteji, mezzofondista etiope
- 2003 - Jaxson Dart, giocatore di football americano statunitense
- 2003 - Javi Guerra, calciatore spagnolo
- 2003 - Isaya Klein Ikkink, velocista olandese
- 2003 - Chrystyna Pohranyčna, ginnasta ucraina
- 2003 - Seong Seung-min, pentatleta sudcoreana
- 2003 - Jabari Smith, cestista statunitense
- 2003 - Oscar Ureña, calciatore dominicano
- 2003 - Lara van Niekerk, nuotatrice sudafricana
- 2004 - Pieter Coetze, nuotatore sudafricano
- 2004 - Juanma Herzog, calciatore spagnolo
- 2004 - Albert Labík, calciatore ceco
- 2004 - Sebastian Otoa, calciatore danese
- 2005 - Noam Ben Harush, calciatore israeliano
- 2005 - Luca Carrick-Smith, sciatore alpino britannico
- 2005 - Romain Esse, calciatore inglese
- 2005 - August Ljungberg, calciatore svedese
- 2006 - Adaejah Hodge, velocista anglo-verginiana
- 2007 - Daria Geloshvili, nuotatrice artistica russa